# 橫山秀夫懸疑四部曲
《橫山秀夫懸疑四部曲》（日语：橫山秀夫サスペンス），從暢銷書作家橫山秀夫的警察小說集中篩選出來的四部作品拍成了電視劇，連續播放四周。

## 故事大綱

### 第1部
- 第一部 18號洞

一直堅信自己的選擇是正確的樫村浩介（仲村徹）在老同學 津川良治（遠藤憲一）的鼓勵下傾家蕩產地參加村長選舉。他的目的是成為村長，改變要建設的高爾夫球場第18號洞的位置，那裡埋著他12年前酒後駕車撞死的一個女人。在選舉的過程中，樫村浩介變得疑神疑鬼壓力超大，後來他頂不住了就打算在落敗前自己把屍體挖出來換個位置。但是在意料之外又在情理 之中的是，他贏了！聽著報喜電話的樫村卻不幸重蹈了12年前的覆轍，撞死了為他應援的老婆婆。同樣的大雨中樫村迷茫地問自己該怎麼辦。
- 第二部 誤報

縣民新報的高梨透（岸谷五郎）眼瞅著競爭對手佔部徹也（小澤徵悅）憑藉一條揭露警方貪污的新聞平步青雲，自己卻被貶到連記者都沒得做的整理部，內心十分不平靜。有一天高梨透負責的版面出了問題，他非常擔心自己會失去工作，卻發現社會部的湯澤剛（柏原收史）弄錯了選舉人的年齡事件很轟動蓋過了自己犯的錯誤。然而當他以為一切雨過天晴的時候誤報事件還是被發現了，並且自己還捲入一起兇殺案。憑藉記者的感悟和朋友的幫助，高梨透識破了真兇電話製造不在場證明的詭計，打算以此寫一篇頭版報導一舉回到社會部，然而古部徹也拿到的“樫村浩介被捕”情報更加適合當頭版。高梨透從職業道德出發把自己的新聞縮減了，但是他反而覺得心裡舒坦了。
- 第三部 自傳

只野正幸（玉山鐵二）收到赤塚（佐藤二朗）的通知失去了美食節目的編劇一職，接著又得到為兵藤電機會長兵藤與三郎寫自傳的機會。隻野正幸求助在報社工作的前輩湯澤剛（柏原收史）收集資料，隨後發現兵藤與自己千絲萬縷的關係，以為自己是兵藤與媽媽的私生子且媽媽被兵藤殺害。化名村岡一郎（田中哲司）的兵藤的親兒子解釋說實際上隻野正幸與兵藤並沒有關係，兵藤只是因為命不久矣想見一面曾有機會做父子的隻野正幸而已，隻野正幸決定拋棄過去重新出發。
- 第四部 他人的家

貝原英治（渡部篤郎）和妻子映子（戶田菜穗）搬到小鎮上生活，早上撿撿垃圾，夫妻倆都在小鋼珠店打工。倆人的高中老師的同事佐藤久（伊東四朗）對他們很感興趣，用計查出貝原英治過去犯下的搶劫兵藤電機保險箱並被判刑的事情，透露給倆人的房東，逼他們入絕境之後再讓倆人入籍。佐藤久死後，當年搶劫案的另一共犯來要挾夫妻倆，佐藤英治失手弄死了對方，想埋在榻榻米下面的時候意外發現佐藤久竟然當年殺了他外遇的妻子並埋屍其下。佐藤英治感受到了佐藤久老頭的愧疚，為了真心對待信任自己的妻子，他在獄中改回貝原英治贖罪。

### 第2部
- 第一夜「窮追不捨」

在三鐘署交通課事故搜查組工作的秋葉，是被降職過來的。之前他在交通機動隊工作，因駕駛白色警用摩托追踪車輛並對其窮追不捨，導致發生交通事故，這就是他被降職的原因。在一次交通事故現場，秋葉在現場遺留物中發現了初戀女友明子的照片。而在交通事故中死亡的男人就是明子的丈夫。秋葉被美麗依舊的明子吸引，開始脫離職守進出明子的家。秋葉不顧署長山根以及同事裕美的警告，對明子窮追不捨。
- 第二夜「薪火相傳」

在三鐘署刑事課盜竊犯一組工作的尾花和荻野在追踪年輕小偷野野村。一天，轄區內發生了闖空宅盜竊事件。調查過現場之後尾花懷疑不是野野村，而是傳說中的空宅大盜岩政幹的。因為手法和父親敬三遺留的筆記本上記載的岩政一樣。敬三有過逮捕岩政的經歷，將其詳盡地寫了下來。除了瞄準岩政進行搜查的尾花，還有盜竊犯二組的有坂也在追踪岩政。
- 第三夜「排拒在外」

三鐘署生活安全課少年組的三田村對不良少年有著特別感觸。因為在高中時代被不良少年齋木搶走了交往對像美香。一天，在遊戲機室發生一起強盜殺人事件。三田村懷疑案件關鍵是不是在於接受調查的不良少年言語激怒了犯人。他和交通課的恆子調查了現場周圍，沒有發現線索。三田村決意要參加案件調查會議並發言，但被以不屬於刑事課編制為由，從搜查員隊伍中剔除。
- 第四夜「一箭之仇」

三鐘署副署長的場和妻子千里為獨子慶太的事而發愁。屬下濱名的兒子武司等一幫孩子欺負慶太。一天，轄區內的公園裡發現流浪漢的屍體。部下的報告上寫道“不屬於案件”，但的場從電視導演秋月的話裡聽出了點名堂。這個男子死亡的那天夜裡可能來過三鐘署。的場向當晚值班的病名等人詢問時，得到的回答卻是“沒見到這男的”。

## 2010年
| # | 標題     | 播放日期      | 導演     | 劇本              | 主要出演者                                         | 原作                                  |
| - | -------- | ------------- | -------- | ----------------- | -------------------------------------------------- | ------------------------------------- |
| 1 | 18號洞   | 2010年3月14日 | 鈴木浩介 | 福田卓郎 久松真一 | 仲村亨、西田尚美、相島一之、遠藤憲一、田口浩正     | 「18號洞」（双葉社 『真相』）         |
| 2 | 誤報     | 2010年3月21日 | 鈴木浩介 | 久松真一          | 岸谷五朗、小澤征悦、尾野真千子、柏原収史、片岡禮子 | 「静かな家」（新潮社 『看守者之眼』） |
| 3 | 自傳     | 2010年3月28日 | 水谷俊之 | 横幕智裕 水谷俊之 | 玉山鐵二、長塚京三、紺野真晝、和田聰宏、田中哲司   | 「自伝」（新潮社 『看守者之眼』）     |
| 4 | 他人的家 | 2010年4月04日 | 榎戸耕史 | 後藤法子          | 渡部篤郎、戸田菜穂、高杉亘、黄川田将也、小野武彦   | 「他人の家」（双葉社 『真相』）       |

## 2011年
| # | 標題     | 播放日期      | 導演   | 劇本     | 主要出演者                               | 原作                                           |
| - | -------- | ------------- | ------ | -------- | ---------------------------------------- | ---------------------------------------------- |
| 1 | 窮追不捨 | 2011年3月20日 | 下山天 | 前川洋一 | 谷原章介、鶴田真由、佐藤めぐみ、伊武雅刀 | 新潮社出版小說『窮追不捨』所收錄的同名短編故事 |
| 2 | 薪火相傳 | 2011年3月27日 | 下山天 | 前川洋一 | 北村一輝、大杉漣、津田寛治、岡田義徳     | 新潮社出版小說『窮追不捨』所收錄的同名短編故事 |
| 3 | 排拒在外 | 2011年4月03日 | 下山天 | 前川洋一 | 小出惠介、金子統昭、市川實和子、上原美佐 | 新潮社出版小說『窮追不捨』所收錄的同名短編故事 |
| 4 | 一箭之仇 | 2011年4月10日 | 下山天 | 前川洋一 | 三浦友和、若村麻由美、古田新太、白石美帆 | 新潮社出版小說『窮追不捨』所收錄的同名短編故事 |

## 製作
- 原作：横山秀夫
- 脚本：前川洋一
- 監督：下山 天
- 音楽：川清之
- 製作：WOWOW

## 外部連結
- 《橫山秀夫懸疑四部曲》官方網站 （页面存档备份，存于）（日語）

## 作品的變遷
| 香港 無線精選台 星期六、日15:45-17:45及21:00-23:00                                                             | 香港 無線精選台 星期六、日15:45-17:45及21:00-23:00                                                               | 香港 無線精選台 星期六、日15:45-17:45及21:00-23:00                                                             |
| --- | --- | --- |
| | （2011.04.23 - 2011.04.24）                                                                                      | |
| 星期六 戀愛世紀 （2011.03.12 - 2011.04.16） （16:00-17:45） 星期日 （2011.03.27 - 2011.04.17） （16:00-17:45） | 星期六 神探伽俐略 （2011.04.30 - 2011.05.28） （16:45-18:30） 星期日 （2011.05.01 - 2011.05.15） （16:45-18:30） | |
| 香港 無綫電視高清翡翠台 星期六午夜連續劇                                                                       | | |
| （2012.03.24 - 2012.05.26）                                                                                    | （2012.06.02 - 2012.06.30）                                                                                      | （2012.07.07 - 2012.09.15）                                                                                    |
| 香港 無綫電視翡翠台 星期日 01:25-03:55（5月19日）／01:15-03:45 （5月26日）（每次播映兩集）                     | | |
| 20世紀少年最終章：我們的旗幟 （2013.05.12） （01:00-04:30）                                                    | 橫山秀夫謎之劇場 （2013.05.19 - 2013.05.26）                                                                     | 勁歌金曲 （2013.06.02） （01:10-01:50） 德國盃2012/2013 － 拜仁慕尼黑 對 史特加 （2013.06.02） （01:50-04:00） |